# Max Stiepl
Maximillian „Max“ Stiepl (23. března 1914 – 27. srpna 1992) byl rakouský rychlobruslař.
První velkého mezinárodního závodu se zúčastnil v roce 1934, kdy na Mistrovství Evropy získal stříbrnou medaili. Téhož roku startoval také na Mistrovství světa, na kterém skončil na čtvrtém místě. V dalších dvou letech se na šampionátech výsledkově pohyboval těsně pod stupni vítězů. Na Zimních olympijských hrách 1936 vybojoval v závodě na 10 000 m bronzovou medaili, kromě toho byl shodně pátý v závodech na 1500 m a 5000 m. Z Mistrovství světa 1937 si přivezl bronz, na Mistrovství Evropy téhož roku byl šestý. V následujících dvou letech dosáhl nejlépe čtvrtého místa na kontinentálním šampionátu 1938. V letech 1940 a 1943 se zúčastnil německého mistrovství. Po skončení druhé světové války startoval na zimní olympiádě 1948, kde byl nejlépe desátý v závodě na 10 000 m (dále 1500 m – 38. místo, 5000 m – 24. místo). V letech 1948 a 1949 absolvoval bez většího úspěchu také evropské šampionáty, svoji sportovní kariéru zakončil 28. místem na Mistrovství světa 1951.